# Ніса (футбольний клуб)
«Ніса» (туркм. Nisa) — туркменський футбольний клуб з Ашгабата.

## Історія
Клуб було засновано в 1994 році в Ашгабаті однойменною ліванською компанією. В 2006 році клуб посів 8-ме місце та вилетів до Першої ліги Чемпіонату Туркменістану..

## Досягнення
- Чемпіонат Туркменістану: 4 перемоги

переможець — 1996, 1999, 2001, 2003
віце-чемпіон — 1994, 1995, 2002, 2004
бронзовий призер — 1997/1998, 2000
- Кубок Туркменістану: 1 перемога

переможець — 1998
фіналіст — 1997, 2000, 2003

## Історія виступів у Азійських кубках
| Сезон     | Турнір                                | Раунд          |             | Клуб                         | Рахунок    | Склад | Голи                                                              |
| --------- | ------------------------------------- | -------------- | ----------- | ---------------------------- | ---------- | --- | ----------------------------------------------------------------- |
| 1997–1998 | Азійський Кубок чемпіонів             | Кваліф.раунд   | Казахстан   | Тараз                        | (2-2, 2-0) | //Клименко, Поддуєв (Єропкін, 80), Тепляков, Луїс Родрігес, Бордолимов, А.Мередов, Шукуров, Пономарьов (Костюк, 58), Уразов (К.Мередов, 84), Агабаєв, Шумилов                                                                                               | Д.Уразов, 28, Агабаєв, 43//Агабаєв, 17, Бордолимов, 84            |
|           |                                       | 2-й раунд      | Узбекистан  | Навбахор                     | (1-6, 2-2) | | //Уразов, 52, Пономарьов, 74                                      |
| 1998–1999 | Кубок володарів кубків Азії з футболу | 1-й раунд      | Казахстан   | Кайсар                       | (1-0, 1-1) | Бутенко, Курбанмамедов, Бордолимов, Корж, Поддуєв, Сапаралієв (Луїс Родрігес, 46), Мередов, Пономарьов, Байлієв, Уразов (Мухадов, 46), Агабаєв // | Агабаєв, 87 //Агабаєв                                             |
|           |                                       | 2-й раунд      | Узбекистан  | Пахтакор (Ташкент)           | (5-0, 0-6) | Бердиєв, Курбанмамедов, Бордолимов, Жейлітбаєв, Пономарьов, Агабаєв, Корж, Єропкін, Поддуєв, Уразов, Байлієв//Бердиєв, Курбанмамедов, (Р.Мухадов, 46), Сапаралієв, Пономарьов, Корж, Єропкін, Поддуєв, Уразов (Кафанов, 2), Байлієв, Нурсахатов, Жейлітбаєв | Бордолимов, 18,85, Уразов, 38, Агабаєв, 65, Жейлітбаєв, 87-пен.// |
| 2000-01   | Азійський кубок чемпіонів             | 1-й раунд      | Казахстан   | Іртиш (Павлодар)             | (1-3, 1-2) | //Клименко,… | Ч. Мухадов, 80//Костюк, 76-пен.                                   |
| 2001-02   | Кубок володарів кубків Азії з футболу | 1-й раунд      | Таджикистан | Регар-ТадАЗ                  | (1-0, 1-4) | |                                                                   |
| 2002-03   | Ліга чемпіонів АФК                    | Груповий раунд | Узбекистан  | Пахтакор (Ташкент)           | 0-3        | |                                                                   |
|           |                                       | Груповий раунд | Ірак        | Аль-Талаба                   | 0-3        | |                                                                   |
|           |                                       | Груповий раунд | Іран        | Пірузі                       | 1-4        | | Аманмурад Мередов, 89-пен.                                        |
| 2004      | Кубок АФК                             | Груповий раунд | Бангладеш   | Муктіджоддха Сангсад (Дакка) | 1-0        | |                                                                   |
|           |                                       | Груповий раунд | Ємен        | Аль-Шааб                     | 1-0        | |                                                                   |
|           |                                       | Груповий раунд | Ліван       | Аль-Німжех                   | 1-3        | |                                                                   |
|           |                                       | Груповий раунд | Ліван       | Аль-Німжех                   | 0-1        | |                                                                   |
|           |                                       | Груповий раунд | Бангладеш   | Муктіджоддха Сангсад (Дакка) | 0-0        | |                                                                   |
|           |                                       | Груповий раунд | Ємен        | Аль-Шааб                     | (+:-)      | |                                                                   |
| 2005      | Кубок АФК                             | Груповий раунд | Бангладеш   | Бразерз Юніон (Дакка)        | 1-1        | М.Шамурадов, Абдуллаєв, Реджепов, Геворкян, Даянч Уразов (Мингазов, 90), Пронченко, Земсков, Чолієв, Каландаров, Расіф Керімов, Хамраєв | Даянчклич Уразов '17                                              |
|           |                                       | Груповий раунд | Ліван       | Аль-Німжех                   | 0-1        | М.Шамурадов, Чолієв, Реджепов, Хамраєв, Земсков (Расіф Керімов, 87), Боровик (Абдуллаєв, 78), Бєлих, Чонкаєв, Каландаров, Даянч Уразов (Канаєв, 70), Б.Шамурадов                                                                                            |                                                                   |
|           |                                       | Груповий раунд | Ліван       | Аль-Німжех                   | 0-1        | |                                                                   |
|           |                                       | Груповий раунд | Бангладеш   | Бразерз Юніон (Дакка)        | 0-0        | Шамурадов, Мінгазов, Абдуллаєв, Реджепов, Расіф Керімов, М.Байрамов, (Боровик, 61), Пронченко (Казанков, 79), Хамраєв, Земсков, Чонкаєв, Даянч Уразов (Тузбаєв, 85)                                                                                         |                                                                   |

## Відомі гравці
- Равшан Мухадов
- Чарияр Мухадов
- Євгеній Набойченко
- Юрій Бордолимов
- Бегенч Кулієв
- Реджепмурад Агабаєв
- Володимир Костюк
- Дідарклич Уразов
- Мурад Атаєв
- Мекан Насиров
- Серік Жейлітбаєв

## Відомі тренери
- Тачмурад Агамурадов (1994—1996)
- Сергій Морозов (січень-червень 1997 року)
- Тачмурад Агамурадов (1997—1998)
- / Курбан Бердиєв (1998—1999)
- Равшан Мухадов (з серпня 1999—2000)
- Рахім Курбанмамедов (2001—2004)
- Борис Григорянц (з вересня 2005 року)
- Віктор Курочкин (травень-вересень 2005 року)
- Каміл Мінгазов (з червня 2006 року)